# Liochthonius lentus
Liochthonius lentus är en kvalsterart som beskrevs av Chinone 1974. Liochthonius lentus ingår i släktet Liochthonius och familjen Brachychthoniidae. Inga underarter finns listade i Catalogue of Life.